# Лау, Карина
Карина Лау (иер. трад. 劉嘉玲, упр. 刘嘉玲, ютпхин: Lau4 Gaa1ling4, йель: lau4 ga1ling4, кант.-рус.: Лау Калин, пиньинь: Liú Jiālíng, палл.: Лю Цзялин) — гонконгская актриса.

## Биография
Карина Лау родилась 8 декабря 1965 года в городе Сучжоу в материковом Китае. Её родители были художниками, у неё есть младший брат. Когда Карине исполнилось 13 лет, её семья переехала в Гонконг, однако на тот момент девочка даже не знала местного кантонского диалекта и в школе Kiangsu, куда она ходила, её дразнили «деревенщиной». Поскольку девочка очень хотела стать актрисой, то последующие несколько лет она посвятила изучению языка и актёрского мастерства. Как итог, в начале 1980-х со второй попытки она поступила на курсы телеканала TVB (сначала ей отказали из-за плохого владения кантонским). В 1983 году она их закончила и получила контракт, хотя в первые годы её роли были небольшими. Однако именно там Карина познакомилась с Тони Люн Чу Ваем, с которым впоследствии свяжет всю свою жизнь. Тони окончил курсы TVB на год раньше Карины, и она не раз снималась с ним вместе — только если Люн играл главные роли, Лау доставались второстепенные, небольшие образы.
Первую роль в большом кино Карина сыграла в 1986 году — это был боевик «Хулиганы», в котором вместе с ней снимались Кара Хуи, Марс и Кларенс Форд. Фильм был небольшим, но продюсировал его Джеки Чан, заметивший энергичную актрису. Спустя год он дал ей эпизодическую роль в «Доспехах бога», а затем пригласил в свою «Операцию А, Часть 2». В 1987—1988 годах Карина активно снималась, не обращая внимания на роли — она сыграла с Чоу Юньфатом и Энди Лау в дилогии «Богат и знаменит» (1987), появилась у Вонга Джинга в «Звезде романтики 2» (1988), засветилась в трэш-боевике «Городские воины» (1988) и выступила в компании с Ниной Ли Чи и Розамунд Кван в мелодраме «Профиль наслаждения» (1988). Параллельно Карина не оставляла работу на телевидении.
Переломным в её карьере стал 1989 год, когда она попала в популярный сериал «Оглянись в гневе», где её роль оказалась весьма значительной. Но на этом её контракт с TVB закончился, и продлевать его Карина не стала, рассудив, что освободившийся график позволит ей принять больше интересных ролей в кино. Она оказалась права — в этом же 1989 году появилась картина «Прости меня», за роль в котором Карину номинировали на награду HKFA как лучшую актрису. А в следующем появились «Она стреляет метко», где Карина необычайно ярко изобразила вспыльчивую сестру героини Мины Годенци, и «Дикие дни» Вонга Карвая, где у неё была почти противоположная роль несчастной женщины, страдающей от безответной любви к герою Лесли Чунга. Впоследствии Карина не раз говорила в интервью, что именно Вонг Карвай вытащил из неё скрытые доселе актёрские резервы — научил пользоваться языком тела и жестов, чтобы выражать самые тонкие эмоции.
В первой половине 90-х карьера Карины пережила резкий взлет, она была одной из немногих актрис, получавших по миллиону долларов за фильм. Она чередовала кассовые хиты и сложные артхаусные ленты и не брезговала никакими жанрами — боевиками, комедиями, мелодрамами, «уся»-экшенами… За пару лет до передачи Гонконга Китаю, впрочем, Лау сознательно замедлила темп — киноиндустрия переживала коллапс, и Лау стала выбирать, отказываясь от коммерческих предложений в пользу «фестивальных» фильмов и даже работы в других странах — например, на Тайване. Свой прежний темп работы она восстановила лишь с наступлением нового тысячелетия — снялась в комедиях «Бюстгальтер» (2001), его сиквеле «Могучее дитя» (2002) и «Телках-полицейских» (2002).
В новом тысячелетии Карина Лау продолжает сниматься, хотя и не столь активно как на пике своей карьеры.
Помимо актёрства Карина пробовала петь и выпустила на Тайване три альбома в середине 90-х.

### Скандал с фотографиями
В 2002 году в жизни актрисы случилось серьёзное потрясение, спровоцировавшее громкий скандал. Журнал East Week опубликовал фото обнажённой и связанной девушки, в которой общественность без труда узнала Карину Лау, хотя её лицо и было скрыто за пикселизированной маской. Как стало известно, эти кадры были сделаны где-то в 1990 году — тогда, во время съёмок картины «Дикие дни» Карину действительно похитили члены триад. Актриса, которую отпустили через несколько часов заточения, заявила в полицию, но преступники так и не были пойманы.
Причины похищения так и не были установлены. В то время у Карины закончились отношения с местным миллионером (дело дошло до свадьбы, но её отменили практически в последнюю минуту) и начался роман с Тони Лёнгом. По словам самой Карины, она «наступила на ногу» одному влиятельному бизнесмену, когда отказалась сниматься в предложенной им картине.

## Фильмография
| Year | Title                                 | Role                      | Awards                                                                                             |
| ---- | ------------------------------------- | ------------------------- | -------------------------------------------------------------------------------------------------- |
| 1984 | The Duke of Mount Deer                |                           | |
| 1984 | Police Cadet                          |                           | |
| 1986 | Озорные парни                         | офицер полиции Бони       | |
| 1987 | Проект А: Часть 2                     | Чхау Лин                  | |
| 1987 | Богат и знаменит                      |                           | |
| 1987 | Богат и знаменит 2: Трагический герой |                           | |
| 1987 | Scared Stiff                          |                           | |
| 1987 | Доспехи бога                          |                           | |
| 1988 | The Romancing Star II                 |                           | |
| 1988 | Four Lovers                           |                           | |
| 1988 | Profile of Pleasure                   |                           | |
| 1989 | Оглянись во гневе                     |                           | |
| 1989 | Return of the Lucky Star              |                           | |
| 1989 | China White                           |                           | |
| 1989 | Four Loves                            |                           | |
| 1989 | Her Beautiful Life Lies               |                           | Nominated — Hong Kong Film Award for Best Actress                                                  |
| 1990 | Queen's Bench III                     |                           | |
| 1990 | Она стреляет метко                    | Вон Калин                 | |
| 1990 | Dragon Versus Phoenix                 |                           | |
| 1990 | My American Grandson                  |                           | |
| 1991 | City Warriors                         |                           | |
| 1991 | The Banquet                           |                           | |
| 1991 | Дикие дни                             |                           | Nominated — Golden Horse Awards for Best Actress Nominated — Hong Kong Film Award for Best Actress |
| 1991 | Спаситель души                        |                           | |
| 1991 | Авансцена                             | Ли Лили                   | |
| 1992 | The Night Rider                       |                           | |
| 1992 | Lord of East China Sea                |                           | |
| 1992 | Girls Without Tomorrow 1992           |                           | |
| 1992 | Love: Now You See It... Now You Don't |                           | |
| 1993 | Служители зла                         |                           | |
| 1993 | Crazy Hong Kong                       |                           | |
| 1993 | Deadful Melody                        |                           | |
| 1993 | Rose, Rose, I Love You                |                           | |
| 1993 | Lady Super Cop                        |                           | |
| 1993 | Lover of the Swindler                 |                           | |
| 1993 | Герои, стреляющие по орлам            | Чжоу Ботонг               | |
| 1993 | Shadow Cop                            |                           | |
| 1993 | Legend of Prince                      |                           | |
| 1993 | He Ain't Heavy, He's My Father        |                           | |
| 1993 | Love on the Rooftops                  |                           | |
| 1993 | Lord of East China Sea 2              |                           | |
| 1994 | Он женщина, она мужчина               | Роза                      | |
| 1994 | Gigolo and Whore                      |                           | Nominated — Hong Kong Film Award for Best Actress                                                  |
| 1994 | Прах времён                           | Таохуа («Цветок персика») | |
| 1994 | C'est la vie, mon chéri               | Трейси                    | |
| 1996 | Кто женщина, кто мужчина              | Роза                      | |
| 1996 | Полицейский из Запретного города      | Ка Линче                  | |
| 1997 | Intimates                             |                           | Golden Bauhinia Awards for Best Actress Nominated — Hong Kong Film Award for Best Actress          |
| 1998 | Love Generation Hong Kong             |                           | |
| 1998 | Цветы Шанхая                          |                           | |
| 2001 | La Brassiere                          |                           | |
| 2001 | Cop Shop Babes                        |                           | |
| 2002 | Mighty Baby                           |                           | |
| 2003 | Двойная рокировка II                  |                           | Nominated — Hong Kong Film Award for Best Actress                                                  |
| 2003 | Двойная рокировка III                 |                           | |
| 2004 | 2046                                  | Мими / Лулу               | |
| 2004 | Itchy Heart                           |                           | |
| 2004 | Sex and the Beauties                  |                           | |
| 2006 | Любопытство губит кошку               |                           | Golden Rooster Awards for Best Actress Nominated — Golden Horse Awards for Best Actress            |
| 2010 | Showtime                              |                           | |
| 2010 | Детектив Ди                           | Wu Zetian                 | Hong Kong Film Award for Best Actress                                                              |
| 2010 | Пусть летят пули                      | госпожа Ма                | Nominated — Asian Film Awards for Best Supporting Actress                                          |
| 2011 | All's Well, Ends Well 2011            |                           | |